# Echium nervosum
Echium nervosum är en strävbladig växtart som beskrevs av Dryand. in Ait. Echium nervosum ingår i släktet snokörter, och familjen strävbladiga växter. Inga underarter finns listade i Catalogue of Life.

## Bildgalleri

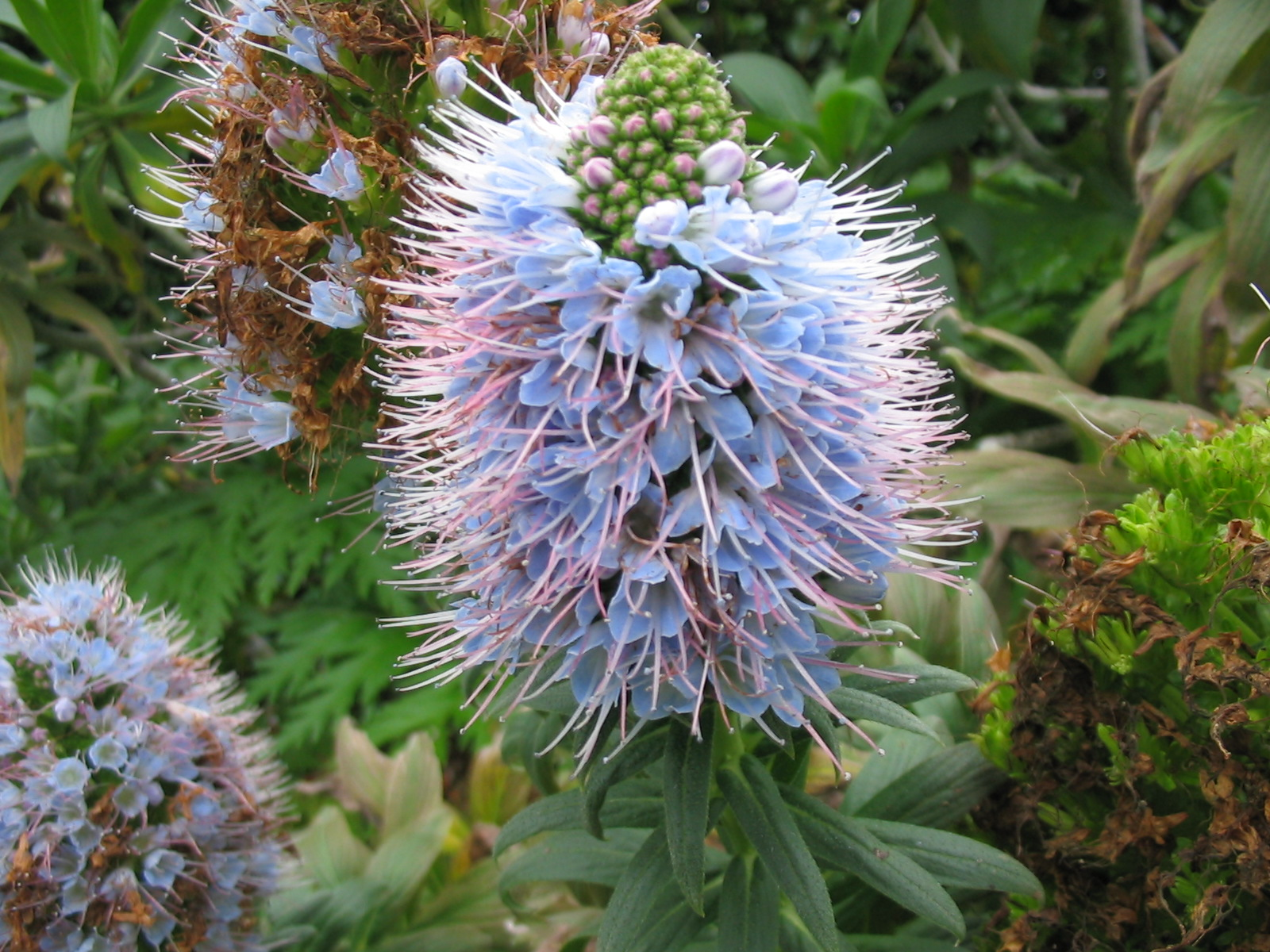
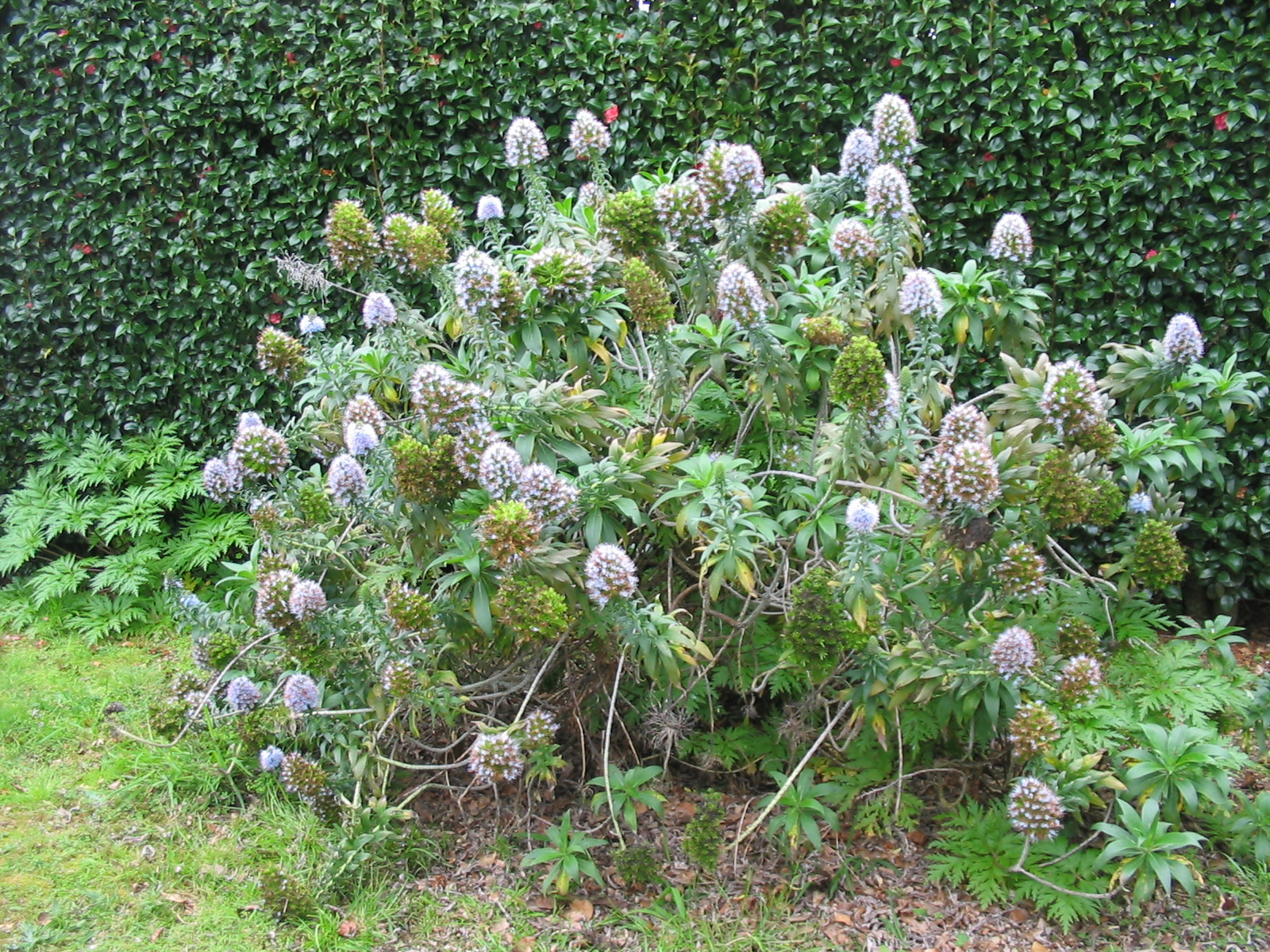